# 近藤裕
近藤 裕（こんどう ひろし、1928年 - 2010年9月8日）は、日本のサイコセラピスト。

## 略歴
西南学院大学文学部卒業。西南学院大学講師などを経て、アメリカ合衆国ニューオリンズ・バプテスト神学院留学。1971年（昭和46年）から1983年（昭和58年）カリフォルニア州バークレー市のヘリック・メモリアル病院心理相談室長を経て、1985年（昭和60年）より東京女子大学講師、昭和大学藤ケ丘病院講師、コンサルティング・アソシエイツ顧問コンサルタントなどを務めた後、ライフマネジメント研究所所長、帯津三敬病院サイコセラピストとなる。
2010年（平成22年）に満82歳で死去。2011年（平成23年）9月17日に聖路加国際病院内の聖ルカ礼拝堂にて「故・近藤裕氏を偲んで」の会が執り行われた。

## 主な著書
- 異文化適応講座
- カルチャーショックの心理
- 病気と正しくつき合う本
- やる気療法
- こころのケア
- "ノー"と言う勇気があなたの人生を変える
- 自分の心を癒す本
- 「大切な人」の心を離さない本
- 人生をもっと楽しんで生きられる心理学
- せつない気持ちが、ふっきれる本
- 「本当にやりたいこと」を見つける本
- 恋愛に不器用な人の心理学
- 真面目に愛しすぎて、傷ついてしまったあなたへ
- 「運命の人」に出会う25のレッスン—本当の恋に気づく女になる!
- 自分の死を看取る - 天国からのメッセージ
- なぜかやる気はあるのに行動できない人へ

### 訳書
- 男と女の人生相談（ダン・カイリー）
- 自分のちからに気づく本（アリ・キーフ）
- がんのセルフコントロール（カール・サイモントン）